# Beatrice Mabel Cave-Browne-Cave
Pour les articles homonymes, voir Cave-Browne-Cave.
Beatrice Mabel Cave-Browne-Cave (30 mai 1874 — 9 juillet 1947) est une mathématicienne britannique qui a entrepris un travail pionnier dans les mathématiques de l'aéronautique.

## Biographie
Beatrice Cave-Browne-Cave est la fille de Sir Thomas Cave-Browne-Cave et Blanche Matilda Mary Ann (née Milton). Elle naît dans une fratrie de six frères et sœurs. Le nom de famille (Cave-Browne-Cave) provenait d'une variété de circonstances historiques, en lien avec l’anoblissement d'un ancêtre par Charles Ier, mais elle et sa sœur cadette Frances avaient tendance à utiliser professionnellement le seul nom de famille Cave. Beatrice Cave fait ses études à la maison à Streatham puis est admise au Girton College de l'université de Cambridge la même année que sa sœur Frances, en 1895. En 1898, elle obtient une mention bien au Mathematical Tripos. Elle passe la partie II des tripos mathématiques l'année suivante, avec une mention assez bien,.

## Activités professionnelles et de recherche
Beatrice Cave enseigne durant onze ans les mathématiques dans un lycée de filles de Clapham, dans le sud-ouest de Londres et à faire du travail de calcul à la maison.
Dans les années qui ont précédé la Première Guerre mondiale, Cave travaille avec le professeur Karl Pearson au laboratoire Galton de l'University College de Londres. En 1903, elle fait partie des six chercheurs, parmi lesquels sa sœur Frances, qui ont collaboré à une grande étude sur le développement de l'enfant dirigée par Pearson. Ils ont travaillé sans rémunération jusqu'à ce que la Worshipful Company of Drapers (en) leur verse une allocation en 1904. Pearson espérait établir l'hérédité en collectant des données physiques et mentales auprès de 4 000 enfants et de leurs parents, dont certains élèves du secondaire de Beatrice Cave. Celle-ci aide à la collecte et au traitement des données ainsi qu'aux calculs connexes. Elle effectue également des analyses statistiques pour le Trésor et la Commission du Commerce. Elle travaille à plein temps comme calculatrice au laboratoire Galton en 1913, période durant laquelle elle a co-écrit deux articles publiés dans Biometrika, y compris des illustrations numériques de la méthode de la différence des variantes. Elle a également créé des tables de corrélation en 1917 sur la base d'une série d'expériences de reproduction de souris par Raphael Weldon, un collègue de Pearson au University College. Ses tableaux de corrélation comprenaient des tableaux montrant la quantité de pigment, reliant l'ancien et le nouveau processus de détermination de la quantité de pigmentation, les pourcentages de pigmentation mère et fils, les grands-parents et la progéniture, et la quantité père et fils de pigment chez la souris.
En 1916, Beatrice Cave participe à l'effort de guerre en travaillant sur la conception des avions. Elle effectue des recherches originales sur les mathématiques de l'aéronautique qui sont restées classées pendant cinquante ans en vertu de la Loi sur les secrets officiels. Elle examine les effets des charges sur différentes zones des avions pendant le vol, et ses recherches ont aidé à améliorer la stabilité des avions et l'efficacité des hélices. Certains de ses travaux sont conservés dans les archives de l'University College, notamment la correspondance en lien avec ses recherches au laboratoire de Galton sur les trajectoires des bombes, les vitesses terminales, les essais du bois et les détonateurs, pour le British Admiralty Air Department et le ministère des Munitions.
Beatrice Cave prend sa retraite en 1937, continuant à vivre à Streatham, où elle meurt le 9 juillet 1947, à 73 ans,.

## Distinctions et postérité des recherches
Cave est élue membre associée de la Royal Aeronautical Society (AFRAeS) en 1919 et est nommée membre de l'ordre de l'Empire britannique (MBE) en 1920. Plus tard, elle est assistante de Sir Leonard Bairstow (en), professeur Zaharoff d'aviation à l'Imperial College, et elle travaille sur le mouvement fluide. En 1922, ses études sur les oscillations des avions sont publiés dans un rapport technique de la Commission de la recherche aéronautique. Son nom figure également aux côtés de Bairstow dans ses rapports publiés de 1922 et 1923 sur la mécanique des fluides.